# Вулиця Січових Стрільців (Тернопіль)
Вулиця Січових Стрільців (за Австро-Угорщини — Нижча Стрілецька, Лелевеля, за Польщі — Лелевеля, за УРСР — Будьонного, Ватутіна) — вулиця в середмісті Тернополя, названа на честь Українських січових стрільців. Розпочинається від вулиці Руської (між будинками 36 і 38) і закінчується на вулиці Пирогова.
Довжина вулиці — 230 м.

## Історія
У 2017 році на вулиці проведено капітальний ремонт із повною заміною дорожнього покриття, тепломереж, водовідведення, тротуарів.

## Архітектура
На вулиці є пам'ятки архітектури місцевого значення:
- житловий будинок № 13 — 1881 рік, охоронний номер 301;
- житловий будинок № 17 (бордель) — XIX—XX ст., охоронний номер 2022.

Між вулицею Січових Стрільців та бульваром Тараса Шевченка є сквер імені Митрополита А. Шептицького, в центрі якого встановлене погруддя Патріарха.

## Установи
- Військовий комісаріат Тернопільської області — Січових Стрільців, 2;
- Єпархіальне управління УГКЦ
  - Тернопільсько-Зборівської архієпархії,
  - Тернопільсько-Зборівської митрополії — Січових Стрільців, 6а,
  - редакція газети «Божий сіяч»;
- Централізована бухгалтерія відділу освіти ТМР — Січових Стрільців, 4;
- Бібліотека Тернопільського державного медичного університету імені І. Я. Горбачевського — Січових Стрільців, 8;
- Тернопільський обласний комунальний центр науково-технічної творчості школярів та учнівської молоді — Січових Стрільців, 13;
- Обласне відділення Малої академії наук — Січових Стрільців, 13;
- Тернопільський академічний обласний театр актора і ляльки — Січових Стрільців, 15;
- медтехніка «Avicenna», медичний центр «Венера плюс Аполлон»
- кілька приватних фірм, ресторан, крамниця.

Також при вулиці є (хоч адресно — на інших вулицях)
- на початку — фармацевтичний корпус фармацевтичного факультету Тернопільського державного медичного університету імені І. Я. Горбачевського (пам'ятка архітектури місцевого значення)
- наприкінці — поліклінічне відділення центральної районної лікарні.

## Транспорт
Вулиця з одностороннім рухом від вул. Руської до вул. Пирогова, є однією з найінтенсивніших магістралей середмістя. Найближчі зупинки громадського транспорту є на вул. Руській (Центр, Євроринок), вул. Пирогова (1-ша міська лікарня), вул. Князя Острозького (Вулиця Князя Острозького (2) — навпроти філармонії перед апеляційним судом).

## Світлини

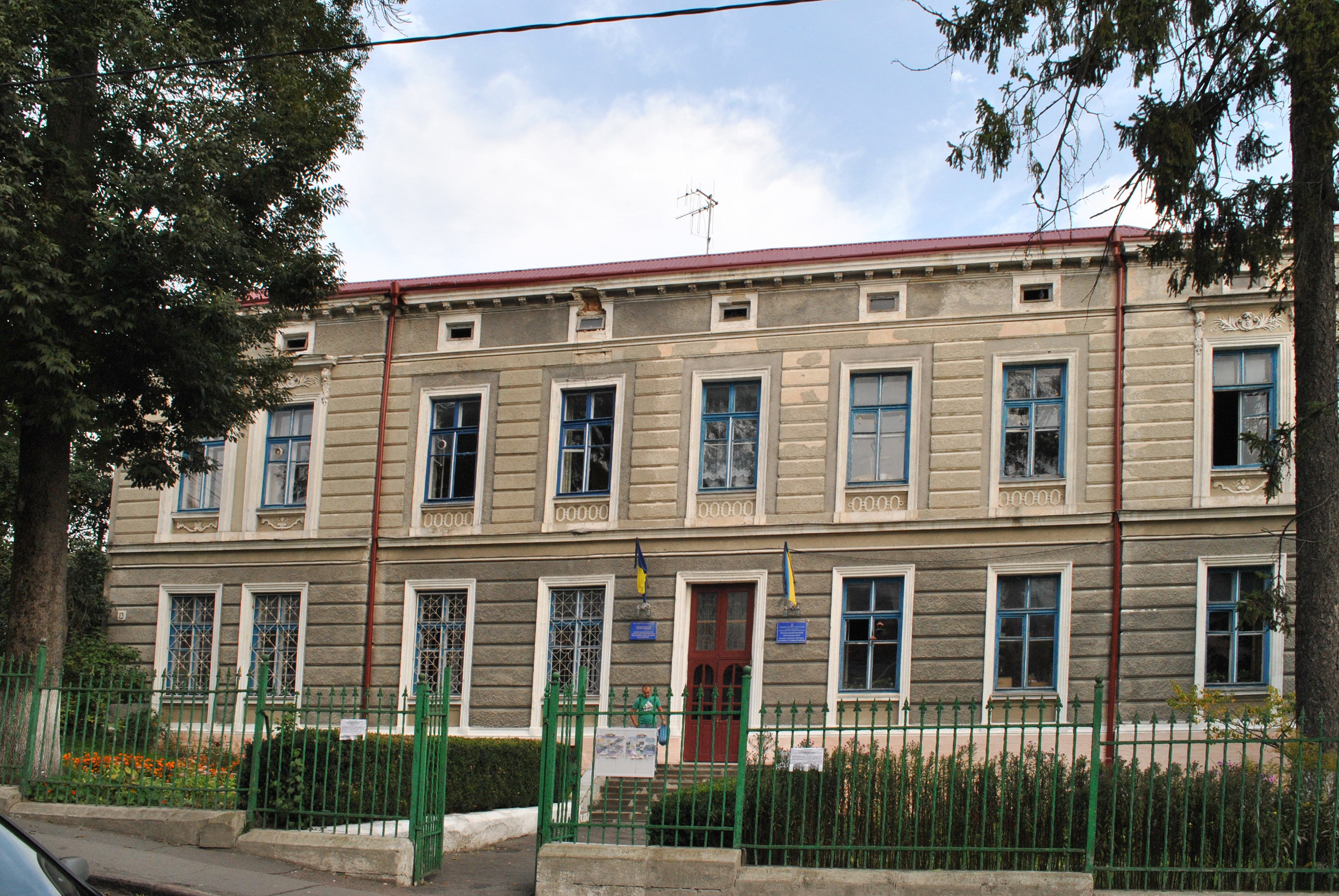
Пам'ятка архітектури місцевого значення, житловий будинок № 13, 1881 рік, охоронний номер 301
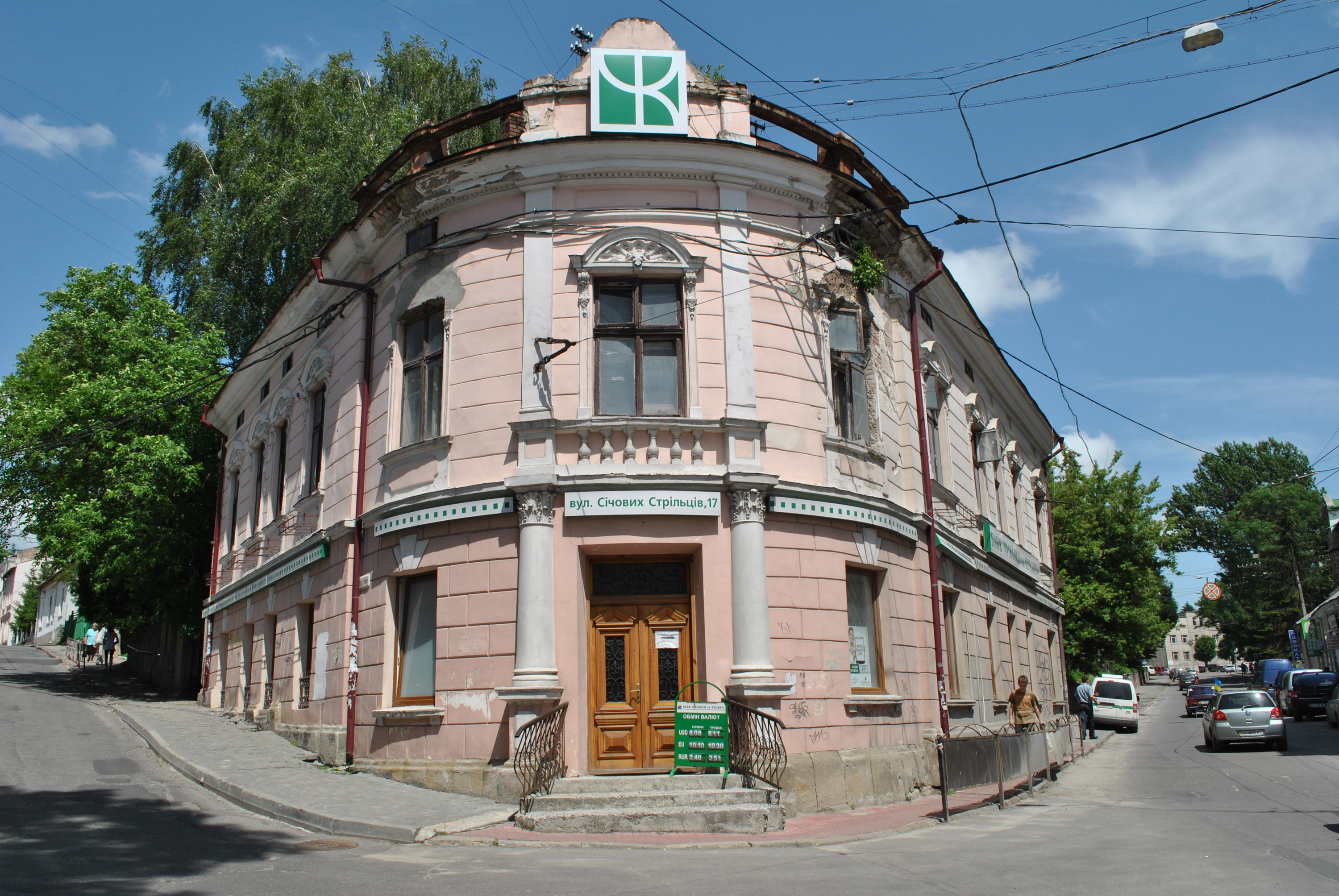
Пам'ятка архітектури місцевого значення, житловий будинок № 17 (бордель) — XIX—XX ст., охоронний номер 2022
Бібліотека Тернопільського державного медичного університету